# 亭州 (北周)
亭州，中国古代的州。
北周时置，治所在盐水县（今湖北省长阳土家族自治县西）。辖境约今湖北省恩施市及相邻重庆市等地。隋朝大业初年，改为庸州、清江郡。